# Раде Ћалдовић
Раде Ћалдовић Ћента (Београд, 6. октобар 1950 — Београд, 15. фебруар 1997), био је српски криминалац, један од најближих сарадника Љубомира Магаша (Љуба Земунац). Осуђиван је за изнуду новца, уцене, тешко разбојништво и крађу, а био је оптуживан и за кривично дело силовања.

## Биографија
Ћалдовић је рођен на Звездари, као друго дете у породици возача при полицији и домаћице. Имао је двојицу браће. Средином 1960-их породица се одселила у Земун, у насеље „Марија Бурсаћ“. У то време је упознао Љубомира Магаша, са којим је постао нераздвојан. Први пут је ухапшен 1967. године заједно са Магашем и Зораном Милосављевићем „Робијом“, под оптужбом за силовање. Због недостатка доказа, Ћалдовић и Милосављевић су пуштени на слободу, а Магаш је осуђен на затворску казну. Две године касније Ћалдовић се оженио. У марту 1971. године са Магашем и Дачом је отпутовао у Италију, у Милано.

## Европа
Ћента је 1972. године у Верони рањен у стомак. Убрзо после рањавања је отишао у Милано где се придружио Магашу и његовом клану који је тада бројао десетак чланова. У Италији се бавио оружаним пљачкама, укључујући и италијанских и аустријских златара, због чега је у Риму доспео у затвор. Након изласка из затвора почетком 1974. године одлази у Француску, а одатле убрзо у Немачку, у Франкфурт. У немачкој полицији је вођен под лажним именима која је користио, тј као Милован Булован из Зрењанина, Душан Вучетић, Живан Машињанин, Ђулијано Кастањола и Андреа Зуло. Немачка полиција га је почетком 1980-их теретила за 37 кривичних дела, али због недостатка доказа је и даље остајао на слободи. Због притиска од стране полиције и новинара, Ћалдовић је после ослобађајућих пресуда најчешће одлазио у Италију и Холандију, где је време проводио у коцкарским круговима.
У Холандији је Ћалдовић ушао у коцкарске кругове. Међутим, када је вођа тзв. црногорске криминалне групе, иако рођен у Фекетићу, општина Мали Иђош, Вељко Кривокапић на коцки изгубио од Ћалдовића двадесет хиљада немачких марака и скупоцен сат а потом га уз претње пиштољем и људи око себе приморао да му све врати, исти је неколико дана касније убијен у једном бечком кафићу. Осумњичени за ово убиство, сâм Ћалдовић, Јусуф Булић и Љубомир Магаш, налазили су се у бекству. Међутим, на захтев Аустрије према оптужници која их је теретила за убиство из безобзирне освете и у Београду је издата потерница. Након извесног времена потерница је обустављена због недостатка доказа да су учествовали у убиству Кривокапића.
Пошто се поново вратио у Немачку где је иначе бесправно боравио, Ћалдовић је поднео захтев за политички азил. Немачке власти су то одбиле, па је он одлучио да заједно са својим пријатељем Љубом Магашем приступи „Равногорском покрету“ српске емиграције и тако проба да себи обезбеди стално боравиште на подручју СР Немачке. Велика потера немачке полиције за Ћалдовићем почела је оног тренутка када је 1981. године купио најновији и најскупљи модел мерцедеса „Бенц 500СЛ“, тадашњи аутомобил године у Немачкој. То је побудило нове сумње јер Ћалдовић није био запослен, те званично није имао ни основне легалне приходе.
Немачка полиција је 1982. напокон ухапсила Ћалдовића због сумње да је учествовао у изнуђивању новца од коцкарског клуба у улици Кајзештрасе у Минхену. Пошто је ухапшен на делу, приликом пуцњаве, полиција је имала довољно доказа да га, као и његове сараднике, осуди на дугогодишњи затвор. Немачки „Шпигл“ је објавио да је напокон ухапшен главни рекеташ на подручју Минхена, јер да више готово и да нема италијанског и кинеског ресторана, пицерије и јавне куће која није плаћала рекет осумњиченом. Због уцена с тешким разбојништвом, 1985. године Ћалдовић је осуђен на затворску казну од три године и четири месеца затвора, коју је издржао у затвору Ландсберг, код Минхена. Када је 10. новембра 1986. године испред Земаљског суда у Франкфурту убијен Љубомир Магаш, немачка полиција га је прогласила за новог „кума“ југословенског подземља.
По изласку из затвора крајем 1980-их, да би добио дозволу за останак у Немачкој, Ћалдовић је склопио лажни брак са својом пријатељицом Биргит. После извесног времена немачка полиција и даље га је сумњичила за неколико тешких крађа. Преселио се у Офенбах где је живео са својом породицом све док 1992. године није протеран из Немачке.

## Повратак у Београд
По протеривању, Ћалдовић се вратио у Београд, а одатле отишао у Јужноафричку Републику, у Јоханезбург на дуже. Када се поново вратио у Београд, започео је послове у Београду и Атини где је отворио фирму.
Исте године Раде Ћалдовић довођен је у везу са убиством Александара „Кнелета“ Кнежевића, убијеног 28. октобра 1992. године у београдском хотелу „Хајат“. Кнежевић је мало пре убиства отео аутомобил „Крајслер Вранглер“ од Ћалдовићевог зета Миодрага „Мише“ Цветиновића. И сам Цветиновић је касније оптуживан за ово убиство.
Средином новембра 1993. године на Ћалдовића је извршен неуспели атентат. У паркираној „Лади“ непосредно поред његовог „Мерцедеса“ активирана је експлозивна направа, али је Ћалдовић прошао само са лакшим телесним повредама. Од тог тренутка је ангажовао и неколико телохранитеља.

## Убиство
Убијен је у ноћи 14./15. фебруарa 1997. године. Непознати убица га је кроз бочно стакло изрешетао аутоматским оружјем док је седео у свом возилу, у Француској улици у Београду. Са њим је у колима убијена и Маја Павић, новинарка ТВ Пинк и венчана кума Светлане Ражнатовић.